# ザ・ネルソン・マンデラチャンピオンシップ
ザ・ネルソン・マンデラチャンピオンシップ（The Nelson Mandela Championship）は、サンシャインツアーとヨーロピアンツアーの共催で行われた男子プロのゴルフ大会。2012年から2013年まで南アフリカで行われた。2013年大会はネルソン・マンデラの死去および国葬実施に伴い大会も1日繰り上がって開催された。
2012年大会は、大雨のため36ホールに短縮され、コースも1600ヤード短いパー65で行われ、プレーオフの末、ダウィー・バンデルウォルトがエドアルド・デラリバ、スティーブ・ウェブスターを破り優勝した。
2013年大会は、2日目が激しい豪雨により中止、3日目に行われた第2ラウンドでホルヘ・カンピージョ、コリン・ネルが59をマークしたが、プリファードライが適用されたため、公式記録にはならなかった。

## 歴代優勝者
| 年   | シーズン     | シーズン | 開催コース         | 優勝者                     | 国               | スコア      | 2位との差  | 2位（タイ）                                   |
| 年   | サンシャイン | 欧州     | 開催コース         | 優勝者                     | 国               | スコア      | 2位との差  | 2位（タイ）                                   |
| ---- | ------------ | -------- | ------------------ | -------------------------- | ---------------- | ----------- | ---------- | --------------------------------------------- |
| 2013 | 2013         | 2014     | Mount Edgecombe CC | ダウィー・バンデルウォルト | 南アフリカ共和国 | 195 (−15)^^ | 2打差      | マシュー・ボールドウィン ホルヘ・カンピージョ |
| 2012 | 2012         | 2013     | Royal Durban GC    | スコット・ジェイミソン     | スコットランド   | 123 (−7)^   | プレーオフ | エドアルド・デラリバ スティーブ・ウェブスター |

^ 大雨のため36ホールに短縮

^^荒天のため54ホールに短縮